# Alan West, Baron West of Spithead

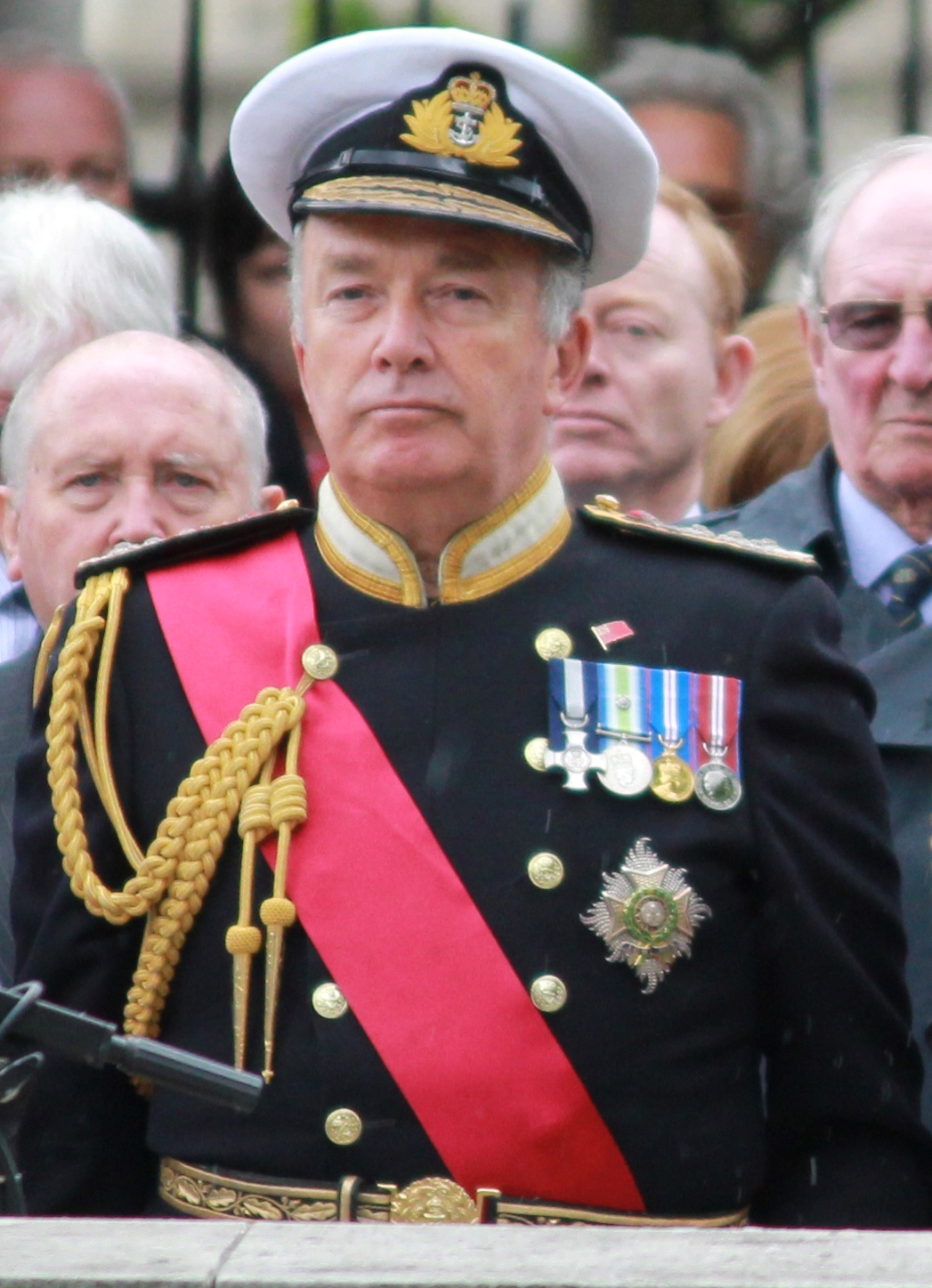
Lord West 2013.

Alan West, Baron West of Spithead, född 21 april 1948 i London, är en pensionerad brittisk sjöofficer, amiral och förste sjölord 2002-2006. Han var Storbritanniens säkerhetsminister 2007-2010 under Gordon Browns regering. Han är sedan 2006 kansler för Southampton Solent University. Under Falklandskriget förde han befäl över HMS Ardent, som sänktes av fienden. För sina insatser under detta krig belönades han med Distinguished Service Cross.